# Marie Eleonore von Anhalt-Dessau

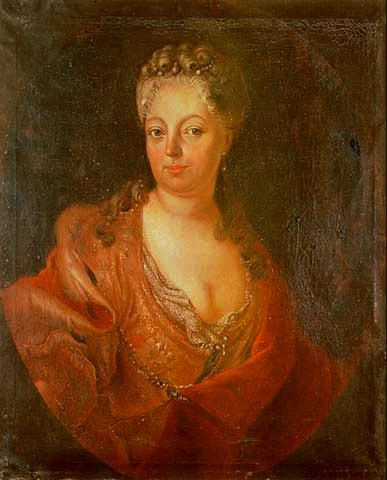
Marie Eleonore von Anhalt-Dessau, Fürstin Radziwill, Gemälde von Georg Lisiewski 1730, Residenzschloss Dessau

Marie Eleonore von Anhalt-Dessau (* 14. März 1671 in Dessau; † 18. Mai 1756 ebenda) war eine  Prinzessin von Anhalt-Dessau aus dem Hause der Askanier und durch Heirat Fürstin Radziwiłł und Herzogin von Nieswicz und von Olyka.

## Leben

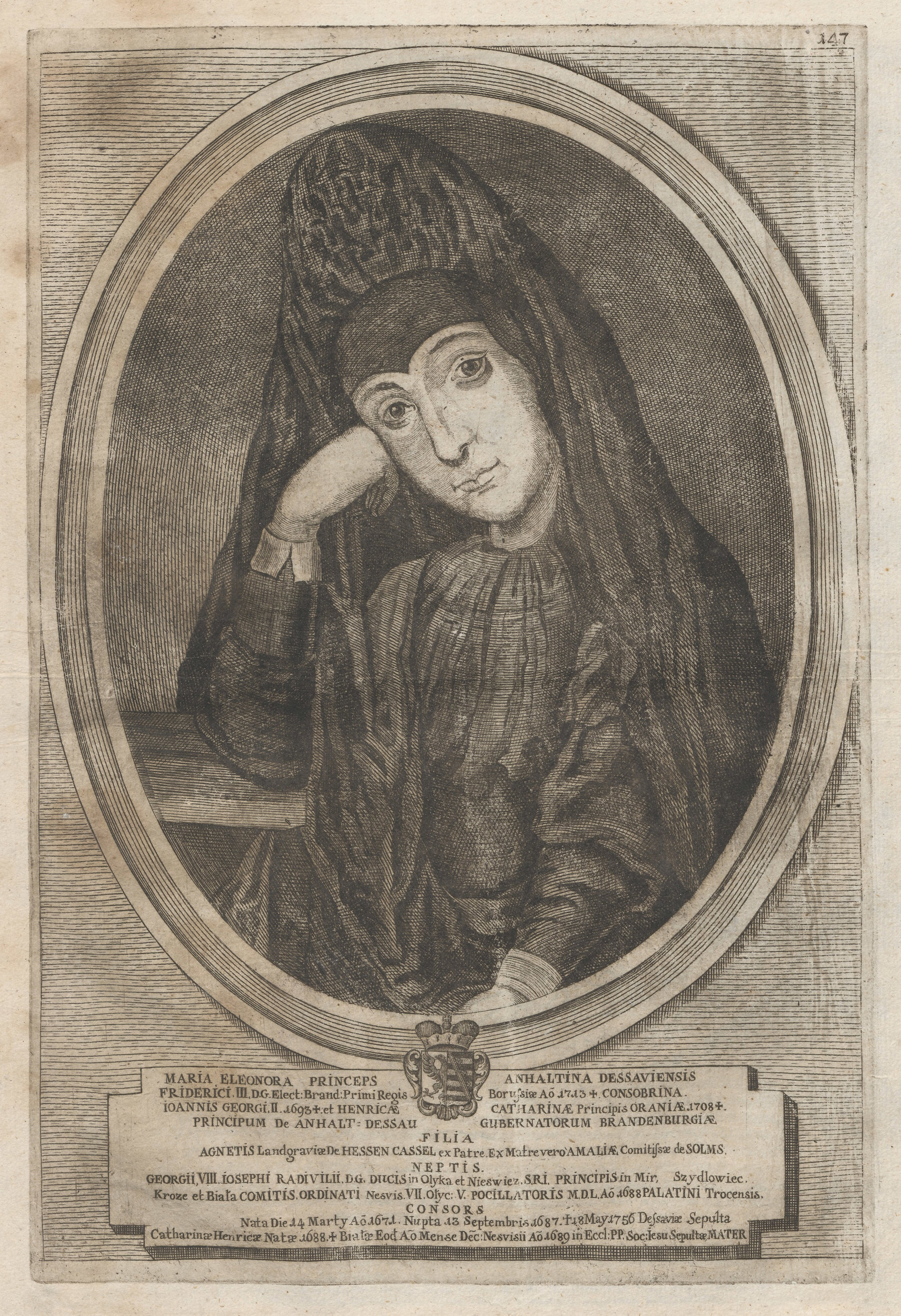

Marie Eleonore war eine Tochter des Fürsten Johann Georgs II. von Anhalt-Dessau (1627–1693) aus dessen Ehe mit Henriette Katharina (1637–1708), Tochter des Fürsten Friedrich Heinrich von Oranien.
Sie heiratete am 3. September 1687 in Dessau Fürst Jerzy Józef Radziwiłł (1668–1689), Herzog von Nieswicz und von Olyka, einen Neffen des polnischen Königs Johann III. Nach kurzer kinderloser Ehe, die deshalb ohne politische und dynastische Folgen blieb, starb ihr Mann am 3. Januar 1689 in Bialla und Marie Eleonore kehrte nach Dessau zurück. Sie überlebte alle ihre Schwestern und erbte den größten Teil aus dem Nachlass ihrer Mutter, darunter die bedeutende Gemäldesammlung niederländischer Meister, die sich heute in den Schlössern von Dessau und Mosigkau befindet. Maria Eleonore wurde in der Dessauer Marienkirche bestattet.